# Deux jours à tuer
Deux Jours à tuer je francouzský dramatický film z roku 2008, který režíroval Jean Becker jako filmovou adaptaci stejnojmenného románu Françoise d'Épenoux vydaného v roce 2001. Snímek měl světovou premiéru na filmovém festivalu Quebec Fête du Cinéma Français.

## Děj
Reklamnímu manažerovi Antoinovi Méliotovi bude 42 let. Má všechno: milující manželku Cécile, dvě děti, přátele, krásný dům v Yvelines a dobře placenou práci. Jednoho dne se však z neznámého důvodu rozhodl tuto pohodlnou existenci ukončit.
Svou destruktivní činnost začíná na pracovišti poté, co úmyslně sabotoval schůzku s klientem. Doma, když to oznámí své rozčilené tchyni, ho manželka obviní z nevěry. To samé odpoledne ho jeden z jejich přátel viděl na obědě s jinou ženou. Antoine to nepopírá a své rozrušené ženě oznamuje, že chce ukončit jejich manželský život.
Později mu jeho děti dají kresby jako dárky k narozeninám. K jejich velkému zděšení je Antoine k jejich výtvorům kritický a přísný.
Téhož večera mu přátelé připraví večeři jako překvapení na oslavu jeho narozenin. Antoine se s nimi však postupně pohádá. Nikdo nechápe, co se s ním děje. Večer definitivně zkazí rvačka s naprosto hysterickým Antoinem. Po vyhození bývalých přátel navždy opouští rodinný dům.
Odjíždí do Irska do vesničky Roundstone v Connemara, kde žije jeho otec, drsný a osamělý muž, se kterým se moc nestýká.
Během muškaření ztrácí Antoine vědomí a otec tak odhalí Antoinovo tajemství: trpí nevyléčitelnou rakovinou, nezbývá mu mnoho času na život. Žena, o které Cécile řekl, že je jeho milenka, byla jeho lékařka. Antoine záměrně přerušil všechny své vztahy, aby jeho osud nezasáhl blízké, kterým se to nikdy neodvážil říct. Požádá otce, aby po jeho smrti zajel za manželkou a řekl jí pravdu.

## Obsazení
| Albert Dupontel        | Antoine Méliot                |
| Marie-Josée Croze      | Cécile Méliot                 |
| Pierre Vaneck          | Antoinův otec                 |
| Alessandra Martines    | Marion Dange                  |
| Cristiana Reali        | Virginie                      |
| Mathias Mlekuz         | Éric                          |
| Claire Nebout          | Clara                         |
| François Marthouret    | Paul                          |
| Anne Loiret            | Anne-Laure                    |
| José Paul              | Thibault                      |
| Daphné Bürki           | Bérengère                     |
| Samuel Labarthe        | Étienne                       |
| Guillaume de Tonquédec | Sébastien, Antoinův společník |
| Marine Laporte         | Alice Méliot                  |
| Titouan Laporte        | Vincent Méliot                |
| Jean Dell              | Mortez                        |
| Annick Alane           | paní Lemoine, sousedka        |
| Marie-Christine Adam   | matka Cécile                  |
| Mario Pecqueur         | Maurice, otec Cécile          |
| Thierry Liagre         | majitel Jaguaru               |
| Stéphan Wojtowicz      | majitel kavárny               |
| Xavier Gallais         | Marc, stopař                  |

## Ocenění
- César: nominace v kategoriích nejlepší herec (Albert Dupontel), nejlepší herec ve vedlejší roli (Pierre Vaneck) a nejlepší adaptace (Éric Assous, François d'Épenoux a Jean Becker).